# 174
Năm 174 là một năm trong lịch Julius. 

## Sinh
- Gia Cát Cẩn